# Kazuma Kaya
Kazuma Kaya (萱和磨?, Kaya Kazuma; Funabashi, 19 novembre 1996) è un ginnasta giapponese.

## Biografia
Nell'anno del suo debutto internazionale senior, avvenuto nel 2015, Kazuma Kaya diventa campione mondiale a Glasgow 2015 con la squadra giapponese, composta oltre a lui da Naoto Hayasaka, Ryōhei Katō, Kenzō Shirai, Yūsuke Tanaka, e Kōhei Uchimura. Vince inoltre la medaglia di bronzo al cavallo con maniglie, a pari merito con l'armeno Harutyun Merdinyan, e giunge decimo nel concorso individuale.
Ai campionati mondiali di Doha 2018 ottiene la medaglia di bronzo nel concorso a squadre, il sesto posto nel concorso individuale, e l'ottavo posto nella finale al corpo libero. Il concorso a squadre gli frutta un altro bronzo ai Mondiali di Stoccarda 2019, a cui si aggiunge un secondo bronzo guadagnato alle parallele simmetriche, dietro il turco Ahmet Önder e il britannico Joe Fraser, prevalendo su Xiao Ruoteng per la migliore esecuzione dopo avere totalizzato entrambi 14.966 punti. Si posiziona al sesto posto nel concorso individuale e al quinto posto nella finale del cavallo con maniglie.